# Cratere Renaudot
Renaudot  è un cratere sulla superficie di Marte. Prende il suo nome dall'astronoma francese Gabrielle Renaudot Flammarion.